# Moraleja de las Panaderas
Moraleja de las Panaderas è un comune spagnolo di 38 abitanti situato nella comunità autonoma di Castiglia e León.